# Indispensable
Lucero, mexikói énekesnő először 2010 januárjában adta ki ezt a lemezt, majd 2011-ben a Dueña De Tu Amor című dal remix illetve mariachi változataival kiegészülve jelent meg elektronikus lemezként. A Dueña De Tu Amor volt a Riválisok (A csábítás földjén) című telenovella (Soy Tu Dueña) egyik betétdala is.
A 2019-ben megjelent elektronikus lemez kiegészült a No Me Dejes Ir című dallal és ennek több remix váltovatával is.

## Dalok 2010
1. Indispensable
2. Eres Todo
3. Amor Virtual
4. Mi Refugio Y Libertad
5. Esta Vez La Primera Soy Yo
6. Daño Irreparable
7. Te Quiero Aunque No Quiera
8. Dueña De Tu Amor
9. Mucho Más Que Dos
10. Ahora Estoy Sin Ti
11. Indispensable - English Version
12. Dueña De Tu Amor - Versión Telenovela

## Dalok 2011
1. Indispensable
2. Eres Todo
3. Amor Virtual
4. Mi Refugio Y Libertad
5. Esta Vez La Primera Soy Yo
6. Daño Irreparable
7. Te Quiero Aunque No Quiera
8. Dueña De Tu Amor
9. Mucho Más Que Dos
10. Ahora Estoy Sin Ti
11. Indispensable - English Version
12. Dueña De Tu Amor - Versión Telenovela
13. Dueña De Tu Amor - Dance Mix
14. Dueña De Tu Amor - Versión Mariachi

## Dalok 2019
1. No Me Dejes Ir
2. Mucho Más Que Dos
3. Indispensable
4. Ahora Estoy Sin Ti
5. Dueña De Tu Amor
6. Esta Vez La Primera Soy Yo
7. Mi Refugio Y Libertad
8. Eres Todo
9. Daño Irreparable
10. Te Quiero Aunque No Quiera
11. Amor Virtual
12. Indispensable - English Version
13. Esta Vez La Primera Soy Yo - Long Version
14. Dueña De Tu Amor - Acoustic
15. Dueña De Tu Amor - Dance Mix
16. No Me Dejes Ir - Allan Tribal Remix
17. No Me Dejes Ir - Cesar Vilo Remix Radio
18. No Me Dejes Ir - Daniel Adame G Remix Radio
19. No Me Dejes Ir - DJ Morales Remix Radio
20. Indispensable - Un Deseo English Remix

## További információ
YouTube csatorna
Spotify
Google Play